# Airole
Airole – miejscowość i gmina we Włoszech, w regionie Liguria, w prowincji Imperia, położona nad rzeką Roia.
Według danych na rok 2004 gminę zamieszkiwało 456 osób, gęstość zaludnienia wynosiła 32,6 os./km².